# 池田義祐
池田 義祐（いけだ よしすけ、1915年3月28日 - 1992年3月28日）は、日本の社会学者。

## 経歴
福井県坂井郡雄島村出身。旧制福井県立三国中学校卒業。1931年、大谷大学文学部社会学科卒業。1962年、「支配関係の研究」により大谷大学文学博士。
1946年大谷大学文学部講師、49年助教授、1954年京都大学文学部助教授、64年教授、78年定年退官、名誉教授、大谷大学教授。1988年3月退職。

## 著書
- 『支配関係の研究』法律文化社 1978
- 『社会学の根本問題』法律文化社 1985

### 共編著
- 『社会学の理論と応用』豊嶋覚城共編 法律文化社 1969
- 『支配 社会的勢力の展開』佐々木交賢共編著 川島書店 社会学シリーズ 1970
- 『現代社会と社会学』豊嶋覚城・小笠原真、高橋憲昭共編、法律文化社 1980